# Сатаев, Николай Петрович
Николай Петрович Сатаев (26 августа 1957 года, Дальне-Константиновский район, Горьковская область, СССР) — российский государственный деятель.

## Биография
Родился 26 августа 1957 года в Дальне-Константиновском районе Горьковской области.
Окончил металлургический факультет Горьковского политехнического института.
С 1980 года работал на заводе «Нормаль», где прошёл путь от мастера термического цеха до заместителя директора по бытовым и социальным вопросам. В 1984—1986 годах — секретарь комитета ВЛКСМ завода.
1990—1992 годы — депутат Канавинского районного Совета, председатель депутатской группы по микрорайону «Гордеевский».
С 1996 года — директор муниципального предприятия «Коммунальное хозяйство Канавинского района» в Нижнем Новгороде.
С 2000 года — депутат городской думы Нижнего Новгорода, председатель комиссии по городскому хозяйству и имуществу.
2003—2008 годы — глава администрации Канавинского района.
С сентября 2008 года — министр промышленности и инноваций Нижегородской области.
15 декабря 2010 года вновь согласован депутатами ГорДумы на должность главы Канавинского района Нижнего Новгорода. Назначен и. о. главы администрации с 22 ноября главы администрации Канавинского района Нижнего Новгорода. К своим обязанностям он приступил с 22 ноября (с июня 2010 года должность и. о. главы администрации Канавинского района занимала Ольга Манегина).

## Семья
Женат, имеет двоих детей.